# Coona
Coona pattersoni es una especie extinta de marsupial didelfimorfo de la familia Didelphidae, subfamilia Didelphinae.
Esta especie habitó en Argentina durante el Eoceno.